# Роберто Сенсіні
Робе́рто Не́стор Сенсі́ні (ісп. Roberto Néstor Sensini, нар. 12 жовтня 1966, Арройо-Секо, Санта-Фе) — аргентинський футболіст, захисник та півзахисник. По завершенні ігрової кар'єри — тренер.

## Клубна кар'єра
У дорослому футболі дебютував 1986 року виступами за «Ньюеллс Олд Бойз», в якому провів три сезони, взявши участь у 74 матчах чемпіонату.
Протягом 1989—1993 років захищав кольори команди клубу «Удінезе».
Своєю грою за останню команду привернув увагу представників тренерського штабу клубу «Парма», до складу якого приєднався 1993 року. В першому ж сезоні разом з командою переміг у Суперкубку УЄФА, здолавши «Мілан» у двоматчевому протистоянні. Відіграв за пармську команду наступні шість сезонів своєї ігрової кар'єри. Більшість часу, проведеного у складі «Парми», був основним гравцем команди. За цей час виборов титул володаря Кубка Італії та став дворазовим володарем Кубка УЄФА.
З 1999 по 2000 рік недовго грав у складі «Лаціо», разом з яким додав до переліку своїх трофеїв титул чемпіона Італії, став володарем Кубка Італії, Суперкубка Італії та Суперкубка УЄФА після чого повернувся до «Парми», з якою знову став володарем Кубка Італії. 
Завершив професійну ігрову кар'єру у клубі «Удінезе», у складі якого вже виступав раніше. Вдруге до «б'янконері» Нестор прийшов 2002 року і захищав її кольори до припинення виступів на професійному рівні 2006 року.

## Виступи за збірну
1987 року дебютував в офіційних матчах у складі національної збірної Аргентини. Протягом кар'єри у національній команді, яка тривала 14 років, провів у формі головної команди країни 59 матчів.
У 1996 році брав участь в Олімпійських іграх, де Аргентина дійшла до фіналу, але поступилася збірній Нігерії.
У складі національної збірної був учасником розіграшу Кубка Америки 1989 року у Бразилії, на якому команда здобула бронзові нагороди, чемпіонату світу 1990 року в Італії, де разом з командою здобув «срібло», чемпіонату світу 1994 року у США та чемпіонату світу 1998 року у Франції,

## Кар'єра тренера
Розпочав тренерську кар'єру відразу ж по завершенні кар'єри гравця, 10 лютого 2006 року, очоливши тренерський штаб клубу «Удінезе», проте вже 20 березня він подав у відставку і покинув клуб через провальні виступи команди.
В подальшому очолював команди клубів «Естудьянтес» та «Ньюеллс Олд Бойз».
21 лютого 2012 року очолив тренерський штаб команди «Колон». На початку 2013 року команда видала серію з восьми ігор без перемог, після якої головний тренер 16 березня 2013 подав у відставку.
Протягом 2014—2015 років тренував команду клубу «Атлетіко Рафаела».
У період з 2020 по 2021 рік очолював чилійський «Евертон».

## Титули і досягнення
- Чемпіон Аргентини (1):

«Ньюеллс Олд Бойз»: 1987-88
- Чемпіон Італії (1):

«Лаціо»: 1999-00
- Володар Кубка Італії (3):

«Парма»: 1998-99, 2001-02
«Лаціо»: 1999-00
- Володар Суперкубка Італії (1):

«Лаціо»: 2000
- Володар Суперкубка УЄФА (2):

«Парма»: 1993
«Лаціо»: 1999
- Володар Кубка УЄФА (2):

«Парма»: 1994-95, 1998-99
- Срібний олімпійський призер: 1996
- Віце-чемпіон світу: 1990
- Бронзовий призер Кубка Америки: 1989